# تایکی مورای
تایکی مورای (انگلیسی: Taiki Murai؛ زادهٔ ۱۲ ژوئن ۱۹۹۲) بازیکن فوتبال اهل ژاپن است.